# ممدوح خسارة
ممدوح محمد خسارة (1941 - 2021 م) من أهل العربية، باحث لغوي سوري، عضو في مجمع اللغة العربية بدمشق، واتحاد الكتَّاب العرب.

## ولادته وتحصيله
ولد ممدوح محمد خسارة في بلدة قَطَنا في محافظة دمشق عام 1941م، وحصل على الإجازة في الآداب (بكالوريوس) من جامعة دمشق عام 1966م، ثم مارس التدريس حِقبة من الزمن، وأعدَّ في أثناء ذلك رسالة في النحو لنيل درجة الماجستير، فحصل عليها عام 1989م من جامعة دمشق، ثم أعدَّ رسالة الدكتوراه في علوم اللغة العربية بتخصص فقه اللغة، وحصل على شهادتها عام 1993م.
وبعد حصوله على الدكتوراه سافر إلى الكويت ليدرِّس اللغة العربية في جامعة الكويت، واستمرَّ في تدريسه مدة ثماني سنوات، عاد بعدها إلى دمشق أستاذًا للغة العربية في جامعة دمشق، وفي قسم التخصص بمعهد الفتح الإسلامي (فرع جامعة الأزهر) (جامعة بلاد الشام الآن)، وخبيرًا في (لجنة اللغة العربية وعلومها) في مجمع اللغة العربية بدمشق، وعضوًا في اتحاد الكتَّاب العرب.
اختير خبيرًا في مجمع اللغة العربية لرفد لجنة اللغة وأصول النحو بخبرته اللغوية.

## مؤلفاته وآثاره

### الكتب
1. التعريب والتنمية اللغوية، دار الأهالي- دمشق 1994[3]
2. منهجية تعريب الألفاظ، الشركة المتحدة - دمشق 1998
3. التعريب ومؤسساته ووسائله، الرسالة - دمشق 1999
4. الفاخر في شرح جمل عبد القاهر، لمحمد بن أبي الفتح البعلي، تحقيق، المجلس الوطني الكويتي للثقافة 2002
5. قضايا لغوية معاصرة، الدار الوطنية الجديدة - دمشق 2003
6. معجم الكلمات المصطلحية في لسان العرب، مجمع اللغة العربية - دمشق 2007
7. معجم الكلمات المصطلحية في لسان العرب: الإدارة والاقتصاد والعسكرية والفنون والرياضة، صدر عن مجمع اللغة العربية بدمشق سنة 2014م.[4]
8. معجم الكلمات المصطلحيّة في لسان العرب: الطب - العلوم - العمارة - الجغرافية والجيولوجية والفلك - الصناعة والتقانة، صدر عن مجمع اللغة العربية بدمشق سنة 2007م.[5]
9. علم المصطلح وطرائق وضع المصطلحات في العربية، دار الفكر - دمشق 2008[6]
10. معجم فصاح العامية من لسان العرب، صدر عن مجمع اللغة العربية بدمشق سنة 2011م[7]
11. معجم الإبدال اللغوي في لسان العرب (الأفعال)، صدر عن مجمع اللغة العربية بدمشق سنة 2018م.[8]
12. معجم العبارات الاصطلاحية في اللغة العربية المعاصرة، بالمشاركة، صدر عن مجمع اللغة العربية بدمشق سنة 2021م.[9]
13. معجم مصطلحات الإعلام، بالمشاركة، صدر عن مجمع اللغة العربية بدمشق سنة 2022م.[10]
14. اللغة العربية بين التشدد والتيسير، وزارة الثقافة سورية
15. التنمية اللغوية طريق إلى المعاصرة، وزارة الثقافة سورية

### البحوث
1. إشكالية الدقة في المصطلح العلمي – مجلة التعريب ع6-1994 م
2. طريقة القدماء في التعريب - مجلة المجمع ع 70 /3 -1995 م
3. نظرات في كتب المعرّب - مجلة التراث العربي ع 59-1995 م
4. الاشتقاق الإبدالي وأثره في وضع المصطلحات – مجلة اللسان العربي ع40 – 1995 م المغرب
5. التعريب بين القرارات والتوصيات – مجلة التعريب ع13 - 97
6. أعلام التعريب في العصر الحديث – مجلة التعريب ع 14 – 97
7. تقرير عن مؤتمر تعريب التعليم الطبي في الكويت - مجلة المجمع ع 72/1 – 97
8. التعريب رؤية واقعية – المجلة العربية للعلوم الإنسانية – الكويت – 98
9. مخاطر الاقتراض اللغوي على العربية – مجلة التعريب ع 177 – 99
10. تيسير تعليم النحو – مجلة اللسانيات – الجزائر 2003
11. جماليات الكلمة العربية – مجلة اللغة العربية – الجزائر ع17-2007
12. البعلي النحوي – مجلة التراث العربي - 2008

### المقالات
1. اللغة العربية والوافدون / مجلة العربي عـ286
2. التعريب والقرار السياسي / مجلة العربي عـ291
3. تهجير الأدمغة لا هجرتها / مجلة العربي عـ297
4. لماذا لا نعرب التعليم العالي /المجلة العربية آذار 1985
5. إشكالية التعددية في المصطلح العلمي / البيان 299
6. هكذا يحافظون على لغاتهم /المجلة العربية 219
7. ليس بالنحو وحده نتعلم اللغة / بناة الأجيال 29
8. اللغة العربية في وسائل الإعلام / مجلة الكويت 11/2001
9. اللهجة العامية في الإعلام المقروء / مجلة الكويت 7/2004

## وفاته
توفي في يوم الثلاثاء 13 جمادى الآخرة 1442 هـ الموافق 26 يناير 2021 م.

## وصلات خارجية
الإتجاه المعاكس - اللغة العربية على يوتيوب